# Ala Gemina Sebastena
Die Ala Gemina Sebastena [Severiana] [Valeriana Galliena] (deutsch Ala Gemina aus Sebaste [die Severianische] [die Valerianische Gallienische]) war eine römische Auxiliareinheit. Sie ist durch Militärdiplome und Inschriften belegt. In den Militärdiplomen von 88 sowie in einigen Inschriften wird die Einheit als Ala Sebastena bezeichnet; in weiteren Inschriften wird sie als Ala prima Sabastenorum, Ala I Flavia Sabastenorum und als Ala Pia Gemina Sebastena bezeichnet.

## Namensbestandteile
- Ala: Die Ala war eine Reitereinheit der Auxiliartruppen in der römischen Armee.

- Gemina: (lateinisch Geminus Zwillings-). Die Ala entstand wahrscheinlich aus der Zusammenlegung zweier Einheiten.[A 1] Der Zusatz kommt in den Militärdiplomen von 91 bis 120 sowie einigen Inschriften vor.

- Sebastena oder Sabastenorum: aus Sebaste.[A 2] Die Soldaten der Ala wurden bei Aufstellung der Einheit aus der Stadt Sebaste und Umgebung rekrutiert.

- Severiana: die Severianische. Eine Ehrenbezeichnung, die sich auf Severus Alexander (222–235) bezieht. Der Zusatz kommt in einer Inschrift[5]  vor.

- Valeriana Galliena: die Valerianische Gallienische. Eine Ehrenbezeichnung, die sich auf Valerian (253–260) und seinen Sohn Gallienus (260–268) bezieht. Der Zusatz kommt in einer Inschrift[6] vor.

- Flavia: die Flavische. Die Ehrenbezeichnung bezieht sich auf die flavischen Kaiser Vespasian, Titus oder Domitian. Der Zusatz kommt in einer Inschrift[3] vor.

- Pia: die loyale. Der Zusatz kommt in einer Inschrift[4] vor.

Da es keine Hinweise auf den Namenszusatz milliaria (1000 Mann) gibt, war die Einheit eine Ala quingenaria. Die Sollstärke der Ala lag bei 480 Mann, bestehend aus 16 Turmae mit jeweils 30 Reitern.

## Geschichte
Die Ala war in den Provinzen Syria und Mauretania Caesariensis (in dieser Reihenfolge) stationiert. Sie ist auf Militärdiplomen für die Jahre 88 bis 120 n. Chr. aufgeführt.
Der erste Nachweis der Einheit in der Provinz Syria beruht auf Diplomen, die auf 88 datiert sind. In den Diplomen wird die Ala als Teil der Truppen (siehe Römische Streitkräfte in Syria) aufgeführt, die in der Provinz stationiert waren. Weitere Diplome, die auf 91 bis 93 datiert sind, belegen die Einheit in derselben Provinz.
Zu einem unbestimmten Zeitpunkt, wahrscheinlich schon vor der Regierungszeit Hadrians (117–138), wurde die Ala in die Provinz Mauretania Caesariensis verlegt. Der erste Nachweis der Einheit in der Provinz beruht auf einem Diplom, das auf 120 datiert ist; durch Inschriften ist sie im 2. und 3. Jhd. nachgewiesen.
Der letzte Nachweis der Ala beruht auf einer Inschrift, die auf 255/258 datiert ist.

## Standorte
Standorte der Ala in Mauretania Caesariensis waren:
- Caesarea (Cherchell):[7] mehrere Inschriften[12] wurden hier gefunden.

## Angehörige der Ala
Folgende Angehörige der Ala sind bekannt:

### Kommandeure
| - Gaius Annius Flavianus, ein Präfekt - M(arcus) Popilius Nepos, ein Präfekt (CIL 8, 9359) | - Publius Aelius Marcianus, ein Praepositus |

### Sonstige
| - []us, ein Reiter (AE 1980, 972) - Aurelius Masfelus, ein Explorator und Signifer (CIL 8, 21516) - Malchio, ein Soldat: das Diplom von 120 wurde für ihn ausgestellt. | - M(arcus) Iul(ius) Iulianus, ein Decurio (CIL 8, 21039) - Saggin, ein Sesquiplicarius (CIL 8, 21044) - [S]aturninus, ein Decurio (CIL 8, 21000) |